# Bahar Doğan

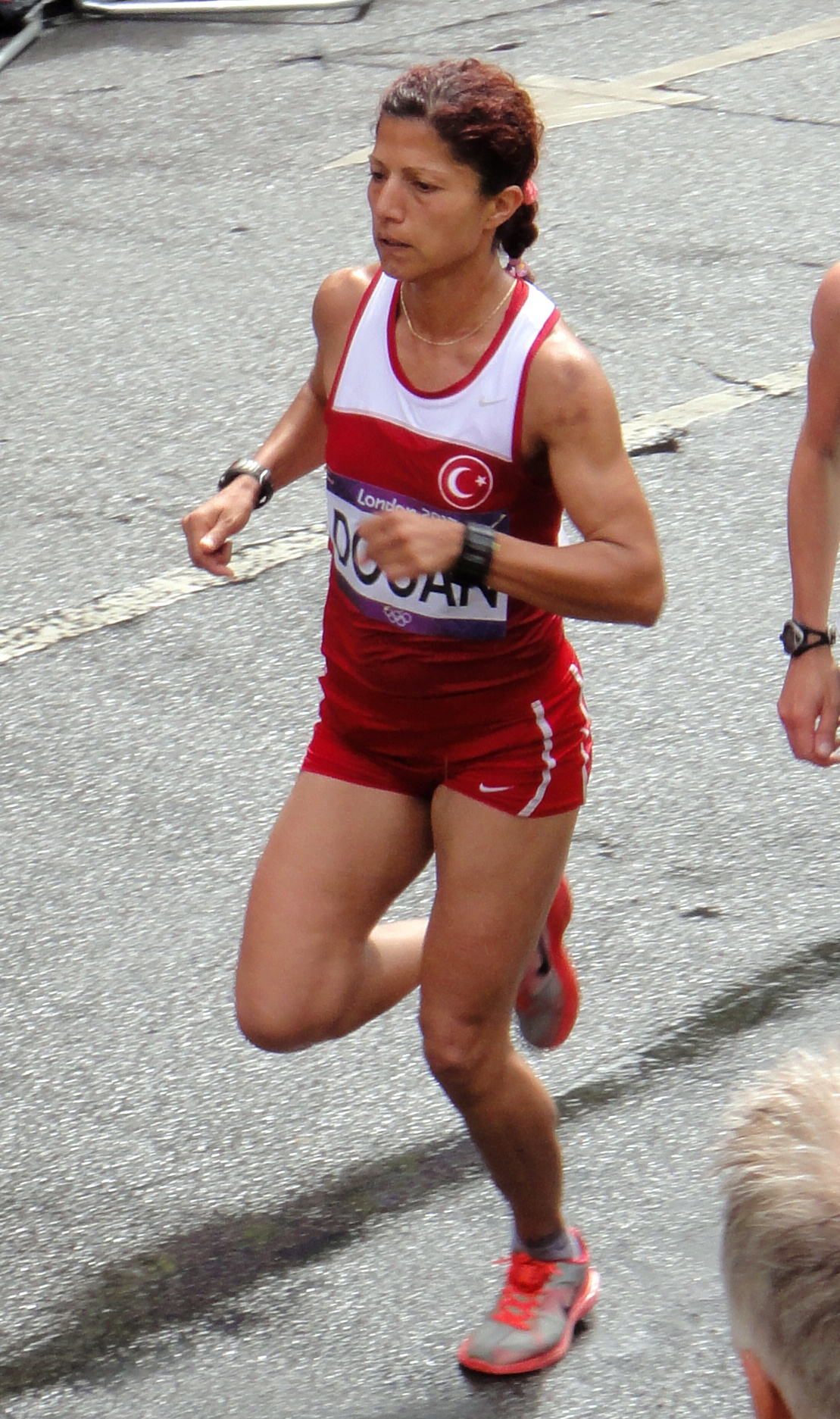
Bahar Doğan beim Marathon der Olympischen Spiele 2012

Bahar Doğan (* 2. September 1974 in İzmit) ist eine türkische Marathonläuferin.

## Leben
2006 wurde Bahar Doğan Elfte beim Istanbul-Marathon. Im Jahr darauf wurde sie Sechste beim Düsseldorf-Marathon und belegte bei den Leichtathletik-Weltmeisterschaften in Ōsaka den 40. Platz. Als Gesamtsechste wurde sie im Herbst in Istanbul nationale Meisterin und daraufhin für die Olympischen Spiele 2008 in Peking nominiert, bei denen sie auf den 50. Platz kam. Danach wurde sie in Istanbul Zehnte.
2009 siegte sie beim Halbmarathonbewerb des Antalya-Marathons sowie beim Trabzon-Halbmarathon und wurde als Gesamtfünfte in Istanbul erneut türkische Meisterin.
2010 verteidigte sie mit einem sechsten Gesamtplatz in Istanbul ihren nationalen Meistertitel.
Doğan stand im Aufgebot der türkischen Mannschaft für die Olympischen Sommerspiele 2012. In London legte sie die olympische Marathonstrecke in 2:36,35 Stunden zurück. Damit rangierte sie an 63. Stelle des Endklassements.
Bahar Doğan ist 1,56 m groß, nach anderen Quellen 1,58 Meter groß, und wiegt 48 kg. Sie wird von Ertan Hatipoğlu trainiert und startet für den Verein Üsküdar Belediyespor. In zeitlicher Nähe zu den Olympischen Spielen 2012 wurde für die Sportstudentin der Kocaeli Üniversitesi in İzmit der Istanbuler Verein Üsküdar Belediyespor als Heimatklub genannt.

## Doping
Im Jahr 2015 wurde Doğan wegen Dopings für zweieinhalb Jahre gesperrt. Die Sperre dauerte vom 31. März 2015 bis zum 30. September 2017.

## Persönliche Bestzeiten
- 10.000 m: 33:19,71 min, 4. Juni 2011, Oslo
- Halbmarathon: 1:10:20 h, 22. Februar 2009, Trabzon
- Marathon: 2:34:53 h, 8. Mai 2011, Düsseldorf